# Mamady Condé
Mamady Condé es un diplomático guineano.
- En 1976 entró en la radiodifusión y trabajó como presentador, director y editor de la red de radio y televisión de Guinea.
- De 1988 a 1996 fue embajador en Argel (Argelia) con coacredición en Túnez (ciudad) (Túnez).
- Mientras estaba en este puesto, dos de sus hijos nacieron en Argelia.
- De 1996 a 2000 fue embajador en Pekín con coacredicion en Hanoi (Vietnam), Nom Pen (Camboya) y Vientián (Laos).
- De 2000 a 2003 fue ministro de comunicación y portavoz del gobierno. Durante su segundo se estabecierón un servicio de telefonía móvil y televisión por satélite en Guinea.
- De 2004 a 2005 fue ministro de Asuntos Exteriores.
- De 2006 a 2007 fue otra vez ministro de Asuntos Exteriores. Durante su segundo mandato, Condé firmó un tratado con Corea del Sur, iniciando las relaciones a nivel de embajadores entre las naciones, por primera vez, la última nación africana para hacerlo.
- Desde 1960 los gobiernos de Conakry Guinea y Pionyang (Corea del Norte) había intercambiado embajadores.
- De 2010 a 2012 fue administrateur général chargé des grands projets[1]
- De 2013 a principios de 2014 fue embajador en Roma (Italia),
- El 14 de julio de 2014 presentó sus credenciales como embajador a Barack Obama.[2]